# Grantham Sound
Grantham Sound är en vik i territoriet Falklandsöarna (Storbritannien). Den ligger i den centrala delen av ögruppen, 90 km väster om huvudstaden Stanley.